# کنیت هانت
کنیت هانت (به انگلیسی: Kenneth Hunt) بازیکن فوتبال زادهٔ ۲۴ فوریه ۱۸۸۴ اهل انگلستان که سابقهٔ بازی در تیم ملی فوتبال انگلستان را در کارنامهٔ خود دارد. وی در تاریخ ۱۳ مارس ۱۹۱۱ نخستین بازی ملی خود را در مقابل تیم ملی فوتبال ولز انجام داد و با حضور در ۲ بازی ملی، در تاریخ ۱ آوریل ۱۹۱۱ واپسین بازی ملی‌اش را در برابر تیم ملی فوتبال اسکاتلند برگزار کرد.